# Ben Broeders
Ben Broeders (ur. 21 czerwca 1996 w Leuven) – belgijski lekkoatleta specjalizujący się w skoku o tyczce.
Bez awansu do finału startował w 2014 na mistrzostwach świata juniorów w Eugene. Czwarty zawodnik mistrzostw Europy w Amsterdamie (2016).
W 2017 zdobył w Bydgoszczy tytuł młodzieżowego mistrza Europy.
Złoty medalista mistrzostw Belgii oraz reprezentant kraju na drużynowych mistrzostwach Europy.
Rekordy życiowe: stadion – 5,85 (11 czerwca 2022, Merzig) rekord Belgii; hala – 5,82 (8 lutego 2023, Toruń) rekord Belgii.

## Osiągnięcia
| Rok  | Impreza                                  | Miejsce   | Lokata            | Wynik |
| ---- | ---------------------------------------- | --------- | ----------------- | ----- |
| 2014 | Mistrzostwa świata juniorów              | Eugene    | el. – 20. miejsce | 5,00  |
| 2015 | Młodzieżowe mistrzostwa Europy           | Tallinn   | 9. miejsce        | 5,20  |
| 2016 | Mistrzostwa Europy                       | Amsterdam | 4. miejsce        | 5,50  |
| 2017 | Młodzieżowe mistrzostwa Europy           | Bydgoszcz | 1. miejsce        | 5,60  |
| 2018 | Mistrzostwa Europy                       | Berlin    | el. –             | NM    |
| 2019 | Uniwersjada                              | Neapol    | 3. miejsce        | 5,51  |
| 2019 | II liga drużynowych mistrzostw Europy    | Sandnes   | 2. miejsce        | 5,46  |
| 2019 | Mistrzostwa świata                       | Doha      | 12. miejsce       | 5,55  |
| 2021 | Igrzyska olimpijskie                     | Tokio     | el. – 18. miejsce | 5,65  |
| 2022 | Halowe mistrzostwa świata                | Belgrad   | 5. miejsce        | 5,75  |
| 2022 | Mistrzostwa świata                       | Eugene    | 11. miejsce       | 5,70  |
| 2022 | Mistrzostwa Europy                       | Monachium | el. – 15. miejsce | 5,50  |
| 2023 | Halowe mistrzostwa Europy                | Stambuł   | 8. miejsce        | 5,60  |
| 2023 | Mistrzostwa świata                       | Budapeszt | 7. miejsce        | 5,75  |
| 2024 | Halowe mistrzostwa świata                | Glasgow   | 6. miejsce        | 5,65  |
| 2024 | Mistrzostwa Europy                       | Rzym      | 13. miejsce       | 5,50  |
| 2024 | Igrzyska olimpijskie                     | Paryż     | el. – 15. miejsce | 5,60  |
| 2025 | Halowe mistrzostwa Europy                | Apeldoorn | 5. miejsce        | 5,70  |
| 2025 | II dywizja drużynowych mistrzostw Europy | Maribor   | 1. miejsce        | 5,70  |